# Acirsa ochotensis
Acirsa ochotensis is een slakkensoort uit de familie van de Epitoniidae. De wetenschappelijke naam van de soort is voor het eerst geldig gepubliceerd in 1848 door Middendorff.